# Hematopoetická kmenová buňka

V procesu tvorby krve vzniká velké množství různých buněčných typů; nahoře je HSC

Hematopoetická kmenová buňka (HSC, hemocytoblast) je multipotentní kmenová buňka, která dává vzniknout v procesu krvetvorby (hematopoézy) různým (zejména krevním) buňkám. Z této kmenové buňky vznikají červené krvinky, krevní destičky i různé bílé krvinky. Tyto kmenové buňky sídlí v kostní dřeni a neustále se dělí, aby doplňovaly zásobu krevních elementů v krvi. HSC se vyvíjejí (stejně jako ostatní kmenové buňky) z tzv. embryonálních kmenových buněk.

## Popis
Hematopoetické kmenové buňky se dají definovat podle toho, že obsahují některé unikátní diferenciační skupiny (CD) na svém povrchu, zatímco jiné neobsahují. Typický pro HSC buňky je marker CD34. Hematopoetické kmenové buňky vznikají v lidském embryu v játrech, ale ke konci embryonálního vývoje přechází do nově vznikající kostní dřeně. I v dospělosti jsou však schopné migrovat mezi jednotlivými kostmi (k tomu jim pomáhá schopnost améboidního pohybu), což je důležitý poznatek pro pochopení obnovy zničené kostní dřeně. Díky tomu se také dají HSC získávat nejen z kostní dřeně, ale i z tzv. mobilizované periferní krve nebo častěji z pupečníkové krve.
Tyto kmenové buňky je možné transplantovat, obvykle se provádí transplantace kostní dřeně, ačkoliv v současnosti se přechází i na transplantace buněk získaných z periferní nebo pupečníkové krve. Při transplantaci je potřeba nejen najít vhodného dárce s podobnými HLA glykoproteiny, ale navíc obvykle i potlačit imunitní systém příjemce, aby transplantované buňky nebyly napadány imunitou příjemce. Hudbou budoucnosti je zatím pěstování vlastních HSC z embryonálních kmenových buněk.

## Diferenciace
Vznikají dva hlavní typy krevních progenitorových buněk:
- myeloidní progenitor – dává vzniknout granulocytům (eosinofil, bazofil, neutrofil), makrofágům a dendritickým buňkám, žírným buňkám, megakaryocytům a erytroblastům
- lymfoidní progenitor – vznikají z něj T-lymfocyty, B-lymfocyty a všechny jejich podskupiny, a dále NK buňky. T-lymfocyty však nedozrávají v kostní dřeni, ale putují do brzlíku, kde tzv. dospívají. B-lymfocyty dospívají přímo v kostní dřeni nebo v tzv. Peyerových plátech ve střevě.[4]